# Ханли Хилс (Мисури)
Ханли Хилс (енгл. Hanley Hills) град је у америчкој савезној држави Мисури.

## Демографија
По попису из 2010. године број становника је 2.101, што је 23 (-1,1%) становника мање него 2000. године.
| Група             | 2000.         | 2010.         |
| Белци             | 453 (21,3%)   | 246 (11,7%)   |
| Афроамериканци    | 1.630 (76,7%) | 1.792 (85,3%) |
| Азијати           | 3 (0,1%)      | 9 (0,4%)      |
| Хиспаноамериканци | 10 (0,5%)     | 27 (1,3%)     |
| Укупно            | 2.124         | 2.101         |